# Calymmaria persica
Espèce
Synonymes
- Tegenaria persica Hentz, 1847
- Tegenaria cavicola Banks, 1896
- Cybaeus montavencis Bishop & Crosby, 1926

Calymmaria persica est une espèce d'araignées aranéomorphes de la famille des Cybaeidae.

## Distribution
Cette espèce est endémique des États-Unis. Elle se rencontre dans les Appalaches, :
- dans le Nord de l'Alabama ;
- dans le Nord de la Géorgie ;
- dans l'Ouest de la Caroline du Sud ;
- dans l'Ouest de la Caroline du Nord ;
- dans l'Est du Tennessee ;
- dans l'Est du Kentucky ;
- dans l'Ouest de la Virginie ;
- dans l'Ouest de la Virginie-Occidentale ;
- dans le Sud de l'Ohio ;
- dans le Sud de l'Indiana.

## Description
Les femelles mesurent de 4,03 à 9,70 mm et les mâles de 6,08 à 7,28 mm.

## Publication originale
- Hentz, 1847 : Descriptions and figures of the araneides of the United States. Boston Journal of Natural History, vol. 5, p. 443-478 (texte intéral).